# 名越由貴夫
名越 由貴夫（なごし ゆきお、1965年1月10日 - ）は、岡山県出身のギタリスト、作曲家、編曲家、音楽プロデューサー、スタジオ・ミュージシャン。妻は歌手の桃乃未琴（旧姓・現在の芸名は平岡恵子、戸籍名は名越恵子）。

## 人物
コーパス・グラインダーズ、ash-rayギタリスト。YEN TOWN BANDのオリジナルメンバーで、Lily Chou-Chouにも参加するなど、その2つのバンドを率いる小林武史の作品に欠かせないギタリスト。CHARAとの関わりが深く、彼女の1994年の日本武道館ライブ参加以降、代表曲の一つ「タイムマシーン」を盟友・吉村秀樹を含めた3人で作曲。スタジオ・ミュージシャンとしてこれまでに桃乃未琴、UA、椎名林檎、Salyu、Hitomi、トモフスキー、中村一義、GREAT3、加藤いづみ、本木雅弘、三代目魚武濱田成夫、フジファブリック、松浦亜弥、Superfly、長渕剛などの楽曲制作（作曲・編曲・プロデュース）、レコーディングに参加、ライブで彼らのバックバンドを務める。

## 演奏スタイル
ベースレスのトリプルギターという特異な編成だったコーパス・グラインダーズではオクターバー、ワーミーペダルを使いギターの音域をオクターブ下げるベースのような役割であったため、特徴的なオブリガート、効果的なエフェクトを使用した繊細なフレーズを得意とするテクニックはCHARA、UA、Salyuなど音数の少ない儚げな女性歌手のサポートワークで生かされている。

## 略歴
1989年、zero、吉村秀樹（bloodthirsty butchers）、大地大介（BEYONDS・fOUL）らとともにトリプルギター+ドラムという変則編成のノイズロック・バンド、コーパス・グラインダーズを結成、1996年にキングレコードよりメジャー・デビュー。当時のUSインディー・ロック・シーンとリンクしたサウンドで支持を集め、Unsane、Beck、Mudhoney、Rocket From The Cryptなど海外アーティストからも絶賛を受けたが、公式アナウンスのないまま1999年、長い活動休止期間に突入。
1996年、CHARA、小林武史とともにオリジナル・メンバーとしてYEN TOWN BAND参加。
1999年、あらきゆうこ（ドラム）、清水ひろたか（ボーカル、ギター）とともに実験的ロックバンド、ash-rayを結成。
2010年、活動再開したLily Chou-Chouに正式メンバーとして参加。
2013年、活動休止していたコーパス・グラインダーズが急逝した吉村秀樹を除く3人で復活。
2014年、加山雄三率いるスペシャルバンド、THE King ALL STARSに参加。
2015年、活動休止していたYEN TOWN BANDが12年ぶりに復活。
2019年、宮本浩次ソロプロジェクトに参加。

## ディスコグラフィ

### COPASS GRINDERZ
|     | 発売日 | タイトル                                    | 規格品番 | 備考       |
| --- | ------ | ------------------------------------------- | -------- | ---------- |
|     | 1992   | TVVA                                        |          | オムニバス |
|     | 1992   | RED ZONE DISC                               |          | オムニバス |
|     | 1992   | Surfin Vietnam                              |          | 7インチ    |
|     | 1992   | Dead Tech 3                                 |          | オムニバス |
|     | 1994   | 録音鬼 Live91-92                            |          | ライブ盤   |
|     | 1994   | Periscope-Another Yoyo Comp                 |          | オムニバス |
|     | 1995   | Copass Grinderz+Bloodthirsty butchers split |          | スプリット |
|     | 1995   | Copass Grinderz/Unsane Split                |          | スプリット |
|     | 1996   | YOYO-A-GOGO                                 |          | オムニバス |
|     | 1996   | Cinderella V.A.                             |          | オムニバス |
| 1st | 1996   | Krash                                       |          |            |
|     | 1997   | Cobra/Silver                                |          | 7インチ    |
| 2nd | 1997   | Rock N' Roll                                |          |            |
|     | 1998   | 録音鬼 第二部 Live Aktion! 1993-1998        |          | ライブ盤   |
|     | 1998   | 特撮狂                                      |          | オムニバス |

## 作曲・編曲・プロデュース
- bloodthirsty butchers - 『KOCORONO』（アルバムプロデュース、1996年10月23日）
- CHARA - 「タイムマシーン」（共同作・編曲[注 1]）、「大切をきずくもの」（編曲）
- 松浦亜弥 - 「気がつけば あなた」（共同編曲[注 2]）
- 椎名林檎 - 「余興」（『三文ゴシップ』収録曲、編曲・ギター）、コクーン歌舞伎「三人吉三」への提供楽曲の共同制作、「重金属製の女」・「野性の同盟」（『逆輸入 〜航空局〜』収録曲、編曲・ギター）、「おとなの掟」（「椎名林檎と松崎ナオ」名義の配信シングル、編曲・ギター）

## 参加グループ
| White Hospital 小長谷淳と桑原智禎が80年代初期に結成したノイズバンド。 Vasilisk 桑原智禎による民族音楽/インダストリアル・ユニット。 Grim 小長谷淳によるノイズ/インダストリアル・ユニット。 Co/SS/gZ（コーパス・グラインダーズ） 1989年にボーカル・ギターのZEROを中心に結成されたオルタナ・ジャンク・ノイズ・ハードコアバンド。 YEN TOWN BAND 1996年公開の岩井俊二監督の映画「スワロウテイル」に登場する架空のバンド。名越はその音源制作に参加し、のちにバンドとして始動した時にも参加。 | ash-ray 1999年結成。Vocal/Guitar：清水ひろたか、Guitar：名越由貴夫、Drum あらきゆうこ。 Lily Chou-Chou 2001年公開の岩井俊二監督の映画「リリイ・シュシュのすべて」をきっかけに生まれた音楽ユニット。名越は2011年の活動再開の際に正式メンバーとして加入。 Signals 2008年、元Blankey Jet Cityのベーシスト照井利幸を中心に結成。名越は2011年に加入。 THE King ALL STARS 2014年、加山雄三を中心に結成されたロック・バンド。 |

## 主なサポートワーク
| - アイナ・ジ・エンド - 安藤裕子 - 家入レオ - UA - Curly Giraffe - 加藤いづみ - GREAT3 - 小泉今日子 - Salyu - 三代目魚武濱田成夫 - 椎名林檎 - バックバンド「林檎博記念管弦楽団」（2008年）、「MANGARAMA」（2015年） - Superfly - CHARA - バックバンド「AURORA Band」（1994年 - ） - 堂本剛およびそのソロプロジェクト - トモフスキー - 長渕剛 - 中村一義 - ヴァネッサ・パラディ - hitomi - 桃乃未琴（平岡恵子・名越恵子）/トリマトリシカ - フジファブリック - 松浦亜弥 - 宮本浩次 およびそのソロプロジェクト - 本木雅弘 - 森若香織 - YUKI - Lily Chou-Chou | - ACO - 新しい学校のリーダーズ - シングル「キミワイナ'17」 - UA - アルバム『turbo』収録「サマーメランコリック」「乾く日に」 - Cocco - シングル「こっこさんの台所CD」収録「絹ずれ」「バイバイパンプキン」「愛について」 - コレサワ - アルバム『コレカラー』収録「これから」 - Salyu - アルバム『landmark』 - アルバム『TERMINAL』 - アルバム『MAIDEN VOYAGE』 - 特別販売CD『Bootleg 2010.6.17 at Billboard live TOKYO』 - アルバム『photogenic』 - アルバム『Android & Human Being』 - トリビュート・アルバム『Salyu 20th Anniversary Tribute Album "grafting"』 - 椎名林檎 - セルフカバーアルバム『逆輸入 〜航空局〜』収録「おいしい季節」「暗夜の心中立て」「重金属製の女」「名うての泥棒猫」「華麗なる逆襲」「野生の同盟」「最果てが見たい」 - Superfly - シングル「黒い雫 & Coupling Songs: 'Side B'」収録「黒い雫」「新世界へ」「終わりなきゲーム」「透明人間」「You You」「クローゼット」 - スキマスイッチ - アルバム『Bitter Coffee』収録「SINK」 - たむらぱん - アルバム『ノウニウノウン』収録「十人十色」 - トリマトリシカ - 中島美嘉 - シングル「ORION」 - 長渕剛 - シングル「絆 -KIZUNA-」 - 中村一義 - アルバム『太陽』 - 新山詩織 - シングル「さよなら私の恋心」 - 日食なつこ - ミニアルバム『逆鱗マニア』 - 秦基博 - アルバム『青の光景』収録「デイドリーマー」「ディープブルー」 - PUFFY - アルバム『Bring it!』収録「Bye Bye」「Twilight Shooting Star!」 - 浜崎あゆみ - アルバム『RAINBOW』収録「independent」 - HARUHI - シングル「ひずみ」 - フジファブリック - EP『FAB STEP』収録「フラッシュダンス」 - My Little Lover - アルバム『そらのしるし』収録「時のベル」「月の船」 - 松浦亜弥 |